# Benoît Vandenberghe
Benoît Vandenberghe est un patineur artistique français.

## Biographie

### Carrière sportive
Il est champion de France de patinage artistique en couple avec Charline Mauger en 1987 et avec Surya Bonaly en 1989.

## Palmarès
Avec deux partenaires :
- Charline Mauger  (1 saison : 1986-1987)
- Surya Bonaly (1 saison : 1988-1989)

| Compétitions principales | 1987 | 1988 | 1989 |
| Jeux olympiques d'hiver  |      |      |      |
| Championnats du monde    |      |      |      |
| Championnats d’Europe    | 8e   |      |      |
| Championnats de France   | 1er  |      | 1er  |